# Referendum w Grecji w 1924 roku
Referendum w Grecji w 1924 roku przeprowadzono po klęsce w wojnie przeciw Turcji, która rozwiała marzenia o odzyskaniu Konstantynopola i skompromitowała w oczach społeczeństwa rządy monarchistyczne. Z powodu klęski, początkowo, król Konstantyn I został zmuszony do abdykacji, zastąpił go syn Jerzy II.
Plebiscyt zapowiedziano na 13 kwietnia 1924. Według wyników, obejmujących także 1,5 miliona repatriantów z Turcji, 69,78% ważnych głosów padło za likwidacją monarchii. W wyniku referendum 25 marca 1924 proklamowano Drugą Republikę Grecką.
|                              | Liczba głosów | Procent głosów |
| ---------------------------- | ------------- | -------------- |
| Za likwidacją monarchii      | 758 472       | 69,78          |
| Przeciw likwidacji monarchii | 325 322       | 30,02          |
| Ważne głosy                  | 1 083 794     | -              |
| Nieważne głosy               | 271           | -              |
| Liczba głosujących           | 1 084 065     | -              |